# Franz Susemihl

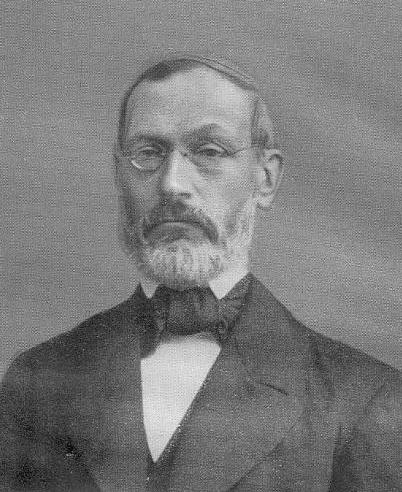
Franz Susemihl

Franz Susemihl (* 10. Dezember 1826 in Laage; † 30. April 1901 in Florenz) war ein deutscher Altphilologe, der von 1856 bis 1898 als Professor an der Universität Greifswald wirkte.

## Leben
Susemihl war Sohn des praktischen Arztes Detlef G. Susemihl. Nach häuslichem Privatunterricht besuchte er ab 1841 die Domschule Güstrow. Ab 1845 studierte er an der Universität Leipzig Klassische Philologie. 1846 wurde er im Corps Misnia Leipzig recipiert. Als Inaktiver wechselte er an die Friedrich-Wilhelms-Universität zu Berlin. 1848 unterrichtete er als Lehrkraft am Domgymnasium in Güstrow, 1850 wurde er in Gießen zum Dr. phil. promoviert. 1852 übernahm Susemihl eine Stelle als Hilfslehrer am Schweriner Gymnasium und habilitierte sich für Klassische Philologie in Greifswald. 1856 wurde er dort zum außerplanmäßigen Professor ernannt. 1863 berief ihn die pommersche Landesuniversität zum ordentlichen Professor. 1875 bis 1876 war Susemihl Rektor der Königlichen Universität zu Greifswald. Bis 1898 übte er seine Lehrtätigkeit an der Universität aus. In den letzten Lebensjahren widmete er sich – fast erblindet – einer Attischen Literaturgeschichte, die unvollendet blieb. Susemihl verstarb während einer Erholungsreise in Florenz an einer Rippenfellentzündung. Er wurde auf dem dortigen evangelischen Friedhof beigesetzt.
Franz Susemihl erwarb sich vor allem in Fachkreisen großes Ansehen als Übersetzer der Werke der griechischen Philosophen Platon und Aristoteles. Seine wissenschaftlichen Arbeiten umfassten bereits zu seinem 70. Geburtstag ca. 11.000 Druckseiten. In Anerkennung seiner Verdienste auf dem Gebiet der klassischen Philologie ernannte ihn die preußische Staatsregierung 1892 zum Geheimen Regierungsrat. Als erster Universitätsprofessor engagierte sich Susemihl seit 1874 zudem für die Liberalen in der Greifswalder Stadtverordnetenversammlung.
Im Jahre 1862 heiratete er Hedwig Marie Barthold (* 1832 † 1899), eine Tochter des Greifswalder Historikers Friedrich Wilhelm Barthold. Die Ehe blieb kinderlos. Nach ihrem Tod heiratete er im Jahre 1900 Luise Hay (* 1843; † 1911).

## Schriften (Auswahl)
- Ueber Zweck und Gliederung des platonischen Phädo. In: Philologus. Band 5, Heft 3, 1850, S. 385–413, doi:10.1515/phil-1850-0301.
- Prodromus platonischer Forschungen. Eine Greifswalder Habilitationsschrift. Dieterich, Göttingen 1852, (Digitalisat)
- Kritische Skizzen zur Vorgeschichte des zweiten punischen Krieges. Eine Gratulationsschrift zu der am 29. September 1853 stattfindenden 300jährigen Jubelfeier des Güstrower Domgymnasiums. Domschule Güstrow, Greifswald 1853.
- Die genetische Entwickelung der Platonischen Philosophie. 2 (in 3) Teile. Teubner, Leipzig 1855–1860.
- Die Lehre des Aristoteles vom Wesen der schoenen Kuenste. Ein Vortrag gehalten in der Aula der Universitaet zum Winckelmannsfeste den 9. November 1861. s. n., Greifswald 1862.
- Die Lehre des Aristoteles vom Wesen des Staats und der verschiedenen Staatsformen. Ein Vortrag. s. n., Greifswald 1867.
- Aristotelis quae feruntur Oeconomica. Leipzig 1887.
- Die Geschichte der griechischen Litteratur in der Alexandrinerzeit. 2 Bände. Teubner, Leipzig 1891–1892.
- Neue platonische Forschungen (= Wissenschaftliche Beilage zum Vorlesungsverzeichniss der Universität Greifswald. Ostern 1898, ZDB-ID 1072652-4). s. n., Greifswald 1898, (Digitalisat in der Digitalen Bibliothek Mecklenburg-Vorpommern).